# Nik'oloz Basilashvili
Nik'oloz Basilashvili, traslitterato anche Basilašvili (in georgiano ნიკოლოზ ბასილაშვილი?; Tbilisi, 23 febbraio 1992), è un tennista georgiano.
Vanta cinque titoli nel circuito ATP, di cui tre ATP 500, su nove finali disputate, la sua miglior posizione nella classifica mondiale è la 16ª, raggiunta nel maggio 2019. È il primo tennista georgiano a essersi aggiudicato un titolo nel circuito maggiore.

## Carriera

### Attività tra gli juniores e trasferimento negli Stati Uniti
Impara a giocare a tennis dal padre all'età di 5 anni. Esordisce nel circuito ITF juniores alla fine del 2006 in un torneo statunitense. Nel 2007 si trasferisce ad allenarsi a Sacramento, negli Stati Uniti, dove resterà fino al 2011. Nei due anni trascorsi tra gli juniores vince un solo titolo di Grade 4 nel marzo 2008. Il risultato più significativo di questo periodo sono i quarti di finale raggiunti al prestigioso Orange Bowl in singolare nel dicembre 2008, al suo ultimo torneo tra gli juniores. Il mese dopo raggiunge il suo miglior ranking di categoria in 59ª posizione.

### 2008-2011: primi anni tra i professionisti, primi titoli ITF e ritorno in Europa
Fa il suo esordio tra i professionisti nel circuito ITF nel settembre 2008 al torneo Futures USA F23 e subito vince i primi due incontri, guadagnando i primi punti ATP. In ottobre fallisce le qualificazioni in un torneo dell'ATP Challenger Tour. Il debutto nel tabellone principale di un Challenger avviene in novembre con una sconfitta in tre set nel torneo di Astana. Nel marzo 2009 raggiunge le semifinali nel Futures USA F6 in Texas e in settembre alza il primo trofeo da professionista con la vittoria in tre set su Mikhail Fufygin nella finale del torneo ITF Russia F9. Nel febbraio 2010 tenta per la prima volta le qualificazioni di un torneo maggiore a San Jose, vince il primo incontro e cede al secondo. Nel marzo 2010 si aggiudica il primo titolo ITF in doppio al Futures USA F7 in Texas. In ottobre vince per la prima volta un incontro nel main draw di un Challenger a Calabasas, in California, superando al primo turno Alex Kuznetsov in due set e perdendo al secondo contro Lester Cook. Nel giugno 2011 disputa il suo ultimo torneo negli Stati Uniti e chiude l'esperienza americana al 672º posto del ranking, dopo essere stato 506º nel marzo 2010. Torna quindi in Europa, dove nei mesi successivi non ottiene risultati di grande rilievo.

### 2012-2014: primo titolo Challenger e top 200
Tra il giugno e il dicembre 2012 disputa in Europa sette finali ITF in singolare, vincendone 5; in agosto fa il suo ingresso nella top 400, continua a progredire nel ranking e a fine anno si trova al 264º posto, nuovo best ranking. Nel 2013 comincia giocare con più frequenza nei Challenger, ma i soli risultati positivi arrivano dai tornei ITF con una vittoria e due sconfitte nelle tre finali disputate durante la stagione. La penuria di risultati rispetto alla stagione precedente si riflette nel ranking, con il 447º posto di fine 2013. Nel gennaio 2014 all'ITF Germany F3 vince sia il torneo in singolare che in doppio, e il mese successivo disputa la sua prima semifinale nel Challenger ad Astana, persa in tre set da Andrej Golubev. In aprile supera per la prima volta le qualificazioni in un torneo ATP a Bucarest, battendo tra gli altri il nº 91	del ranking Tobias Kamke, prima vittoria in carriera su un top 100; al primo turno del tabellone principale si arrende in tre set a Ričardas Berankis. Il 19 maggio 2014 vince il primo titolo Challenger a Qarshi battendo in finale Chase Buchanan con il punteggio di 7-6, 6-2, risultato che gli consente un balzo di 85 posti in classifica, passando dal 294º al 209º posto. Tenta invano le qualificazioni a Wimbledon in giugno e agli US Open in agosto, anche se in questo periodo entra per la prima volta nella top 200. La finale del Challenger di Andria, nella quale è costretto al ritiro, e i due Futures vinti in dicembre in Qatar lo portano al 157º posto del ranking.

### 2015: Esordio nei tornei dello Slam, 2 titoli Challenger e top 100
Inizia bene il 2015 superando le qualificazioni all'ATP 250 di Doha con la vittoria sul nº 93 ATP Filip Krajinović; al primo turno del main draw batte in due set il nº 47 Michail Južnyj, ottenendo la prima vittoria nel circuito maggiore, esce al secondo turno per mano di Ivo Karlović. In marzo si aggiudica il secondo titolo Challenger battendo Lukáš Lacko nella finale di Ra'anana. Supera per la prima volta le qualificazioni in un torneo del Grande Slam al Roland Garros, ma perde al primo turno contro Thanasi Kokkinakis. Il mese dopo si qualifica anche a Wimbledon, dove batte al primo turno Facundo Bagnis e al secondo il numero 15 del tabellone Feliciano López, avanzando al terzo turno di uno Slam per la prima volta in carriera. I risultati di Wimbledon e il titolo conquistato nel successivo Challenger dell'Aia lo proiettano per la prima volta tra i top 100 del ranking ATP. A fine agosto accede per la prima volta al tabellone principale degli US Open, dove viene eliminato subito da Feliciano López in tre set. In ottobre fa la sua prima esperienza nel tabellone principale di un torneo Masters 1000 a Shanghai ed esce al primo turno dopo aver strappato un set al nº 14 ATP Gilles Simon. A fine torneo si trova all'86º posto nella classifica mondiale, suo nuovo best ranking.

### 2016: prima finale ATP e 2 titoli Challenger
Nel 2016 partecipa all'Australian Open, la prima prova di uno Slam a cui accede per diritto di classifica, e al primo turno raccoglie solo 5 giochi contro il nº 3 del mondo Roger Federer. Non ottiene comunque altri risultati di rilievo nella seconda parte del 2015 e nella prima parte del 2016. In marzo partecipa alla sfida di Coppa Davis persa 5-0 a Tbilisi contro la Danimarca dove viene sconfitto in singolare dallo sconosciuto Christian Sigsgaard, alla sua prima vittoria da professionista. Si mantiene attorno alla 100ª posizione mondiale grazie ai titoli Challenger vinti in primavera a Guangzhou e a Heilbronn, battendo in finale rispettivamente Lukáš Lacko e Jan-Lennard Struff. Viene eliminato al primo turno al Roland Garros e nelle qualificazioni a Wimbledon. Raggiunge la prima finale ATP in carriera in luglio a Kitzbühel superando nell'ordine Lukáš Rosol, Igor Sijsling, Adam Pavlásek e in semifinale Dušan Lajović; cede nell'atto decisivo a Paolo Lorenzi, che si impone con il punteggio di 6-3, 6-4. In agosto rappresenta il suo Paese alle Olimpiadi di Rio de Janeiro, ma viene eliminato al primo turno in tre set dalla testa di serie nº 11 Pablo Cuevas. Esce al primo turno anche a Cincinnati, alla seconda apparizione in un torneo Masters 1000, e non supera le qualificazioni agli US Open. Tra i risultati di fine stagione vi sono i secondi turni raggiunti a Metz e soprattutto a Vienna, dove al primo turno supera un top 10 per la prima volta, il nº 10 del ranking Tomáš Berdych.

### 2017: una finale ATP e 51º del ranking
Eliminato al primo turno dell'Australian Open, in febbraio raggiunge la semifinale all'ATP 250 di Sofia battendo tra gli altri il nº 8 del mondo Dominic Thiem; viene eliminato in due set dal vincitore del torneo Grigor Dimitrov. La settimana successiva raggiunge a Memphis la sua seconda finale ATP e perde 1-6, 4-6 contro Ryan Harrison. La sequenza di risultati lo porta al 53º posto del ranking. In maggio disputa la sua terza semifinale stagionale a Lione e strappa un set al nº 13 ATP e padrone di casa Jo-Wilfried Tsonga. Vince i suoi primi incontri in carriera al Roland Garros sconfiggendo il nº 32 ATP Gilles Simon e il nº 35 Viktor Troicki, ma al terzo turno raccoglie un solo gioco di fronte a Nadal, che quell'anno vincerà il suo 10º titolo nello Slam parigino. Arrivano quindi 9 sconfitte nei 10 incontri successivi, in cui l'unico successo è al primo turno di Wimbledon. In agosto ottiene le sue prime vittorie in un torneo Masters 1000 a Cincinnati, piegando Borna Ćorić e Christian Harrison prima di cedere in due set a Jared Donaldson, che lo elimina anche al primo turno degli US Open. Arriva in semifinale anche a Metz e viene battuto in due set da Benoît Paire dopo aver sconfitto il nº 23 ATP Gilles Müller. Nell'ultima parte della stagione supera il primo turno solo al Chengdu Open e chiude il 2017 al 59º posto del ranking, dopo essere stato 51º in giugno.

### 2018: primi due titoli ATP e 21º nel ranking
Dopo il secondo turno giocato a Doha, Basilašvili vince i suoi primi incontri in carriera all'Australian Open contro Gerald Melzer e Ruben Bemelmans ed esce al terzo turno sconfitto 5-7 al quinto set da Kyle Edmund. Subisce quindi 6 sconfitte consecutive e al Miami Masters viene eliminato al secondo turno. In primavera si spinge fino ai quarti a Marrakech, dove cede in tre set a João Sousa, e a Budapest, battuto in due set da Andreas Seppi. Alla sua prima esperienza agli Internazionali d'Italia supera le qualificazioni e il primo turno prima di arrendersi in due set a Novak Đoković. Sia al Roland Garros che a Wimbledon si ferma al primo turno contro Gilles Simon e tra i due Slam raggiunge i quarti sull'erba dell'Antalya Open. Il 29 luglio 2018 conquista il suo primo titolo del circuito maggiore al torneo ATP 500 di Amburgo, imponendosi sul due volte campione Leonardo Mayer per 6-4, 0-6, 7-5. Con le vittorie su Aljaž Bedene, Jack Sock e Guido Pella raggiunge per la prima volta il quarto turno in uno Slam agli US Open, dove viene battuto in quattro set dal nº 1 ATP, Rafa Nadal. In settembre perde nei quarti di finale a Metz da Kei Nishikori e il 7 ottobre conquista il suo secondo titolo ATP 500 al China Open di Pechino ai danni del nº 4 ATP Juan Martín del Potro, sconfitto con un doppio 6-4. Grazie a questi risultati termina la stagione al 21º posto ATP, il suo nuovo best ranking.

### 2019: un titolo ATP 500 e 16º nel ranking
Apre il 2019 con i quarti di finale a Doha e il terzo turno all'Australian Open. In febbraio torna a disputare i quarti a Dubai grazie alle vittorie sui top 20 Karen Chačanov e Roberto Bautista Agut ed esce per mano del nº 13 ATP Borna Ćorić, perdendo il tiebreak del set decisivo. Al Miami Masters arriva al quarto turno e viene battuto in tre set dal talento emergente Félix Auger-Aliassime. In maggio raggiunge i quarti nel Masters romano e la semifinale a Lione, migliora così il proprio best ranking con la 16ª posizione. Dopo le delusioni per le eliminazioni al primo turno al Roland Garros e al secondo a Wimbledon, il 28 luglio si conferma campione al torneo ATP 500 di Amburgo sconfiggendo in finale Andrej Rublëv in tre set dopo aver salvato due match-ball in semifinale contro il padrone di casa e nº 5 del mondo Alexander Zverev. Tra i risultati di fine stagione spiccano il terzo turno raggiunto al Masters di Montreal, agli US Open e allo Shanghai Masters e i quarti di finale a Metz.

### 2020: discesa nel ranking
Vince solo uno dei tre incontri disputati nella prima edizione della ATP Cup, che vede la Georgia eliminata nel girone iniziale. Al primo turno dell'Australian Open sconfigge in 5 set Soonwoo Kwon e al secondo turno viene eliminato da Fernando Verdasco. Supera il primo turno anche in febbraio a Dubai per poi subire un pesante 0-6, 1-6 da Struff al secondo. In marzo garantisce l'unico punto della Georgia nella sfida di Davis contro l'Estonia e subito dopo il tennis mondiale si ferma per la pandemia di Covid-19. Alla ripresa delle attività in agosto, Basilašvili è uno dei tennisti che risente maggiormente della lunga pausa, non vince più alcun incontro e chiude il 2020 al 40º posto del ranking con un bilancio stagionale di 4 vittorie e 14 sconfitte.

### 2021: due titoli ATP e prima finale in un Masters 1000
Fa il suo esordio stagionale ad Antalya e interrompe la striscia di 9 sconfitte battendo Andrea Arnaboldi e Altug Celikbilek, rispettivamente nº 267 e 309 del ranking, al terzo turno raccoglie solo 6 giochi contro il vincitore del torneo Alex de Minaur. La crisi di risultati continua con le sconfitte al primo turno, senza vincere alcun set, nei successivi quattro tornei, tra cui l'Australian Open. Arriva quindi a sorpresa il suo trionfo nell'ATP 250 di Doha; dopo le vittorie contro John Millman e Malek Jaziri, al terzo turno salva un match-ball e sconfigge in tre set l'ex numero 1 del mondo Federer, reduce da 14 mesi di stop. In semifinale ha la meglio su Taylor Fritz e in finale supera il nº 13 ATP Roberto Bautista Agut con il punteggio di 7-6(5), 6-2. In aprile si spinge fino alla semifinale al Sardegna Open dove raccoglie solo due giochi contro Laslo Đere. Il 2 maggio conquista il suo quinto titolo ATP sulla terra rossa di Monaco di Baviera, battendo in finale il tedesco Jan-Lennard Struff per 6-4, 7-6(5). Nei successivi tre tornei viene sempre sconfitto al primo turno e torna alla vittoria al Roland Garros, prima di essere eliminato al secondo turno.
Torna a mettersi in luce sull'erba di Halle raggiungendo la semifinale e viene sconfitto al terzo set da Andrej Rublëv, mentre al primo turno di Wimbledon cede al quarto set a Andy Murray. Ad Amburgo raggiunge i quarti senza giocare, grazie a un bye al primo turno e al forfait dell'avversario al secondo, e subisce quindi un'altra pesante sconfitta contro Djere; gli vanno in scadenza i punti accumulati con il titolo vinto nel torneo nel 2019 e retrocede dal 29º al 42º posto del ranking. A fine luglio prende parte al torneo olimpico di Tokyo, supera nei primi turni Roberto Carballés Baena e Lorenzo Sonego e al terzo turno viene eliminato da Alexander Zverev che vincerà la medaglia d'oro. Al torneo di Metz viene eliminato nei quarti da Gaël Monfils. Desta sensazione raggiungendo la sua prima finale in un Masters 1000 a Indian Wells, sconfigge nell'ordine Christopher Eubanks, Albert Ramos Viñolas, Karen Chačanov e nei quarti il nº 3 del mondo Stefanos Tsitsipas. In semifinale ha la meglio su Taylor Fritz, che aveva eliminato Berrettini e Sinner, e in finale vince il primo parziale contro Cameron Norrie che si impone in rimonta al terzo set. Con questo risultato Basilašvili rientra nella top 30. La vittoria contro Pablo Carreño Busta al primo turno all'ATP 500 di Vienna gli consente di chiudere la stagione al 22º posto mondiale.

### 2022: una finale ATP e discesa nel ranking
Inizia la stagione perdendo tutti gli incontri nei primi cinque tornei disputati, tra i quali l'ATP Cup e gli Australian Open. Si riscatta in febbraio a Doha, dove l'anno prima aveva vinto il titolo battendo Bautista Agut, raggiungendo nuovamente la finale grazie ai successi su Elias Ymer, Fucsovics e Rinderknech prima di trovarsi di nuovo di fronte lo spagnolo che si prende la rivincita sconfiggendo Basilašvili in due set. Dopo altre cinque sconfitte consecutive, a maggio raggiunge i quarti di finale a Monaco di Baviera, dove è campione uscente, sconfitto da Miomir Kecmanović. Esce al secondo turno nei successivi sei tornei, tra cui i Masters 1000 di Madrid e Roma e il Roland Garros, la vittoria più importante di questo periodo è quella sul nº 8 del mondo Andrej Rublëv ad Halle. Dopo il terzo turno raggiunto a Wimbledon, nel prosieguo della stagione vince solo due degli undici incontri disputati nei tornei ATP, a ottobre esce brevemente dalla top 100 per la prima volta dopo sei anni, rientrandovi la settimana successiva.

### 2023-2024: infortunio al gomito, crollo nel ranking e risalita
Il momento negativo continua nei primi 5 mesi del 2023, periodo in cui disputa 16 incontri e ne vince solo uno nei tabelloni principali ATP e tre nelle qualificazioni. A febbraio esce dalla top 100 e a maggio dalla top 200. Quello stesso mese rivela che da tre anni gioca nonostante soffra di persistenti dolori a un gomito che lo fanno giocare al 50% delle sue possibilità, lo costringono a prendere di continuo analgesici e gli hanno fatto perdere il gusto di giocare. A fine mese esce al primo turno nelle qualificazioni del Roland Garros e si prende un lungo periodo di pausa. Rientra a metà ottobre quando è 394º nel ranking, nell'ultimo scorcio di stagione vince solo uno dei sette incontri disputati e chiude il 2023 al 596º posto.
A inizio 2024 raccoglie scarsi risultati nei tornei ITF e Challenger, il primo risultato di valore è la finale raggiunta al Challenger Murcia Open a fine marzo, dopo essere sceso oltre il 1000º posto. Continua a giocare nei Challenger con risultati alterni e a novembre vince quello di Seul battendo in finale Tarō Daniel, tornando a vincere un torneo dopo oltre tre anni. Chiude la stagione a ridosso della top 200.

### 2025
Rientra a giocare nel circuito maggiore dopo aver superato le qualificazioni agli Australian Open, esce di scena al primo turno e rientra nella top 200. Supera le qualificazioni anche all'Open Sud de France e raggiunge i quarti di finale, per poi ritirarsi nel match contro Andrej Rublëv. Anche all'Indian Wells Open e al Challenger 175 dell'Arizona Tennis Classic supera i tabelloni cadetti e in entrambi i tornei esce di scena al primo turno. Ha quindi inizio una serie di sconfitte consecutive e torna a risalire nel ranking raggiungendo a maggio la finale al Challenger 175 di Bordeaux, persa al terzo set contro Giovanni Mpetshi Perricard, risultato con cui risale alla 132ª posizione. Superate le qualificazioni, torna a giocare nel tabellone principale al Roland Garros dopo due anni di assenza e perde al primo turno contro Henrique Rocha. Supera le qualificazioni anche a Wimbledon ed elimina a sorpresa il nº 7 del mondo Lorenzo Musetti. Viene sconfitto al secondo turno e si trova al 112º posto mondiale.

## Statistiche

### Singolare

#### Vittorie (5)
| Legenda              |
| Grande Slam (0)      |
| ATP Finals (0)       |
| Giochi olimpici (0)  |
| ATP Masters 1000 (0) |
| ATP Tour 500 (3)     |
| ATP Tour 250 (2)     |

| N. | Data           | Torneo                                       | Superficie  | Avversario in finale  | Punteggio     |
| 1. | 29 luglio 2018 | Hamburg European Open, Amburgo               | Terra rossa | Leonardo Mayer        | 6–4, 0–6, 7–5 |
| 2. | 7 ottobre 2018 | China Open, Pechino                          | Cemento     | Juan Martín del Potro | 6–4, 6–4      |
| 3. | 28 luglio 2019 | Hamburg European Open, Amburgo (2)           | Terra rossa | Andrej Rublëv         | 7–5, 4–6, 6–3 |
| 4. | 13 marzo 2021  | Qatar Open, Doha                             | Cemento     | Roberto Bautista Agut | 7–6(5), 6–2   |
| 5. | 2 maggio 2021  | Internazionali di Baviera, Monaco di Baviera | Terra rossa | Jan-Lennard Struff    | 6–4, 7–6(5)   |

#### Finali perse (4)
| Legenda              |
| Grande Slam (0)      |
| ATP Finals (0)       |
| Giochi olimpici (0)  |
| ATP Masters 1000 (1) |
| ATP Tour 500 (0)     |
| ATP Tour 250 (3)     |

| N. | Data             | Torneo                          | Superficie  | Avversario in finale  | Punteggio     |
| 1. | 23 luglio 2016   | Austrian Open, Kitzbühel        | Terra rossa | Paolo Lorenzi         | 3–6, 4–6      |
| 2. | 19 febbraio 2017 | Memphis Open, Memphis           | Cemento (i) | Ryan Harrison         | 1–6, 4–6      |
| 3. | 17 ottobre 2021  | Indian Wells Open, Indian Wells | Cemento     | Cameron Norrie        | 6–3, 4–6, 1–6 |
| 4. | 19 febbraio 2022 | Qatar Open, Doha                | Cemento     | Roberto Bautista Agut | 3–6, 4–6      |

### Tornei minori

#### Singolare

##### Vittorie (15)
| Legenda tornei minori |
| --------------------- |
| Challenger (5)        |
| Futures (10)          |

| N.  | Data              | Torneo                                   | Superficie  | Avversario in finale | Punteggio           |
| 1.  | 24 agosto 2009    | Russia F6, Soči                          | Terra rossa | Michail Fufygin      | 2-6, 7-5, 7-5       |
| 2.  | 18 giugno 2012    | Russia F8, Kazan'                        | Terra rossa | Ivan Sergeyev        | 6-4, 7-6(4)         |
| 3.  | 13 agosto 2012    | Russia F12, Mosca                        | Terra rossa | Alexander Lobkov     | 6-3, 7-6(0)         |
| 4.  | 10 settembre 2012 | Georgia F2, Tbilisi                      | Terra rossa | Toni Androić         | 6-3, 4-6, 7-6(1)    |
| 5.  | 3 dicembre 2012   | Turkey F47, Antalya                      | Cemento     | Vladimir Uzhylovsky  | 3-6, 6-2, 6-2       |
| 6.  | 10 dicembre 2012  | Turkey F48, Antalya                      | Cemento     | Guillermo Olaso      | 6-2, 6-2            |
| 7.  | 12 agosto 2013    | Italy F21, Appiano sulla Strada del Vino | Terra rossa | Matteo Trevisan      | 7-5, 3-6, 6-4       |
| 8.  | 20 gennaio 2014   | Germany F3, Kaarst                       | Cemento (i) | Miroslav Mečiř       | 2-6, 7-5, 6-3       |
| 9.  | 19 maggio 2014    | Karshi Challenger, Qarshi                | Cemento     | Chase Buchanan       | 7-6(2), 6-2         |
| 10. | 8 dicembre 2014   | Qatar F5, Doha                           | Cemento     | Ramkumar Ramanathan  | 7-6(5), 6-2         |
| 11. | 15 dicembre 2014  | Qatar F6, Doha                           | Cemento     | James Marsalek       | 6-1, 6-2            |
| 12. | 5 marzo 2015      | Israel Open, Ra'anana                    | Cemento     | Lukáš Lacko          | 4-6, 6-4, 6-3       |
| 13. | 26 luglio 2015    | The Hague Open, Scheveningen             | Terra rossa | Andrej Kuznecov      | 6(3)-7, 7-6(4), 6-3 |
| 14. | 21 marzo 2016     | ATP Challenger Guangzhou, Guangzhou      | Cemento     | Lukáš Lacko          | 6-1, 6(6)-7, 7-5    |
| 15. | 15 maggio 2016    | Heilbronner Neckarcup, Heilbronn         | Terra rossa | Jan-Lennard Struff   | 6-4, 7-6(3)         |
| 16. | 3 novembre 2024   | Seoul Open Challenger, Seul              | Cemento     | Tarō Daniel          | 7-5, 6-4            |

##### Finali perse (7)
| Legenda tornei minori |
| Challenger (3)        |
| Futures (4)           |

| N. | Data             | Torneo                                      | Superficie  | Avversario in finale       | Punteggio        |
| 1. | 2 luglio 2012    | Armenia F1, Erevan                          | Terra rossa | Arthur De Greef            | 0-6, 1-6         |
| 2. | 6 agosto 2012    | Russia F11, Mosca                           | Terra rossa | Boy Westerhof              | 4-6, 4-6         |
| 3. | 4 novembre 2013  | Turkey F44, Antalya                         | Cemento     | Robin Kern                 | 6-4, 3-6, 3-6    |
| 4. | 11 novembre 2013 | Turkey F45, Antalya                         | Terra rossa | Marc Rath                  | 1-6, 3-6         |
| 5. | 17 novembre 2014 | Internazionali di Castel del Monte, Andria  | Cemento (i) | Ričardas Berankis          | 4-6, 0-1 rit.    |
| 6. | 24 marzo 2024    | Murcia Open, Murcia                         | Terra rossa | Henrique Rocha             | 6-3, 6(0)-7, 5-7 |
| 7. | 18 maggio 2025   | Tournoi International de Bordeaux, Bordeaux | Terra rossa | Giovanni Mpetshi Perricard | 3-6, 7-6(5), 5-7 |

## Risultati in progressione
| Sigla | Risultato               |
| ----- | ----------------------- |
| V     | Vincitore               |
| F     | Finalista               |
| SF    | Semifinalista           |
| O     | Oro olimpico            |
| A     | Argento olimpico        |
| SF    | Bronzo olimpico         |
| QF    | Quarti di Finale        |
| 4T    | Quarto turno            |
| 3T    | Terzo turno             |
| 2T    | Secondo turno           |
| 1T    | Primo turno             |
| RR    | Round Robin             |
| LQ    | Turno di qualificazione |
| A     | Assente                 |
| ND    | Non disputato           |

| Legenda superfici    |
| -------------------- |
| Cemento              |
| Terra battuta        |
| Erba                 |
| Superficie variabile |

### Singolare
| Tornei Grande Slam         |               |               |     |               |               |               |               |     |     |     |     |     |       |
| Australian Open, Melbourne | A             | Q1            | 1T  | 1T            | 3T            | 3T            | 2T            | 1T  | 1T  | 1T  | A   | 1T  | 5-9   |
| Roland Garros, Parigi      | A             | 1T            | 1T  | 3T            | 1T            | 1T            | 1T            | 2T  | 2T  | Q1  | A   | 1T  | 4-9   |
| Wimbledon, Londra          | Q1            | 3T            | Q2  | 2T            | 1T            | 2T            | ND            | 1T  | 3T  | A   | A   |     | 6-6   |
| US Open, New York          | Q2            | 1T            | Q1  | 1T            | 4T            | 3T            | 1T            | 3T  | 1T  | A   | A   |     | 7-7   |
| Vittorie-Sconfitte         | 0-0           | 2-3           | 0-2 | 3-4           | 5-4           | 5-4           | 1-3           | 3-4 | 3-4 | 0-1 | 0-0 | 0-2 | 22-31 |
| Giochi Olimpici            |               |               |     |               |               |               |               |     |     |     |     |     |       |
| Giochi Olimpici            | Non disputati | Non disputati | 1T  | Non disputati | Non disputati | Non disputati | Non disputati | 3T  | ND  | ND  | A   | ND  | 2-2   |
| Vittorie-Sconfitte         | Non disputati | Non disputati | 0-1 | Non disputati | Non disputati | Non disputati | Non disputati | 2-1 | ND  | ND  | 0-0 | ND  | 2-2   |

### Doppio
| Tornei Grande Slam         |               |               |     |               |               |               |               |     |     |      |
| Australian Open, Melbourne | A             | A             | A   | A             | 1T            | A             | A             | 1T  | 1T  | 0-3  |
| Roland Garros, Parigi      | A             | A             | A   | 1T            | 2T            | A             | 1T            | A   | 1T  | 1-4  |
| Wimbledon, Londra          | A             | A             | A   | 1T            | A             | A             | ND            | 1T  | 3T  | 2-3  |
| US Open, New York          | A             | A             | A   | 1T            | A             | A             | A             | A   | 1T  | 0-2  |
| Vittorie-Sconfitte         | 0-0           | 0-0           | 0-0 | 0-3           | 1-2           | 0-0           | 0-1           | 0-2 | 2-4 | 3-12 |
| Giochi Olimpici            |               |               |     |               |               |               |               |     |     |      |
| Giochi Olimpici            | Non disputati | Non disputati | A   | Non disputati | Non disputati | Non disputati | Non disputati | A   | ND  | 0-0  |
| Vittorie-Sconfitte         | Non disputati | Non disputati | 0-0 | Non disputati | Non disputati | Non disputati | Non disputati | 0-0 | ND  | 0-0  |

## Vittorie contro giocatori Top 10
| Anno     | 2014 | 2015 | 2016 | 2017 | 2018 | 2019 | 2020 | 2021 | 2022 | 2023 | 2024 | 2025 | Totale |
| -------- | ---- | ---- | ---- | ---- | ---- | ---- | ---- | ---- | ---- | ---- | ---- | ---- | ------ |
| Vittorie | 0    | 0    | 1    | 1    | 1    | 1    | 0    | 2    | 1    | 0    | 0    | 1    | 8      |

| #    | Giocatore             | Rank | Evento                          | Superficie  | Turno | Punteggio          |
| ---- | --------------------- | ---- | ------------------------------- | ----------- | ----- | ------------------ |
| 2016 |                       |      |                                 |             |       |                    |
| 1.   | Tomáš Berdych         | 10   | Vienna Open, Vienna             | Cemento     | 1T    | 6–4, 6(5)–7, 7–5   |
| 2017 |                       |      |                                 |             |       |                    |
| 2.   | Dominic Thiem         | 8    | Sofia Open, Sofia               | Cemento     | 2T    | 6–4, 6–4           |
| 2018 |                       |      |                                 |             |       |                    |
| 3.   | Juan Martín del Potro | 4    | China Open, Pechino             | Cemento     | F     | 6–4, 6–4           |
| 2019 |                       |      |                                 |             |       |                    |
| 4.   | Alexander Zverev      | 5    | Hamburg European Open, Amburgo  | Terra rossa | SF    | 6–4, 4–6, 7–6(5)   |
| 2021 |                       |      |                                 |             |       |                    |
| 5.   | Roger Federer         | 6    | Qatar Open ATP, Doha            | Cemento     | QF    | 3–6, 6–1, 7–5      |
| 6.   | Stefanos Tsitsipas    | 3    | Indian Wells Open, Indian Wells | Cemento     | QF    | 6–4, 2–6, 6–4      |
| 2022 |                       |      |                                 |             |       |                    |
| 7.   | Andrej Rublëv         | 8    | Halle Open, Halle               | Erba        | 2T    | 7–6(1), 6–4        |
| 2025 |                       |      |                                 |             |       |                    |
| 8.   | Lorenzo Musetti       | 7    | Wimbledon, Londra               | Erba        | 1T    | 6–2, 4–6, 7–5, 6–1 |